# Bailén
Bailén – miasto w Hiszpanii, we wspólnocie autonomicznej Andaluzja, w prowincji Jaén. W 2009 roku miasto zamieszkiwało 18 785 mieszkańców.

## Miasta partnerskie
- Móstoles, Hiszpania
- Spetses, Grecja
- Yapeyú, Argentyna